# Лойя Планкарте, Дионисио
Дионисио Лойя Планкарте (исп. Dionicio Loya Plancarte; известен как El Tío) — мексиканский наркобарон, основатель и лидер одного из крупнейших наркокартелей Мексики Ла Фамилиа. Картель Ла Фамилиа иногда описывается как квазирелигиозный, так как его лидеры именовали убийства и казни «божественным правосудием».
Ла Фамилиа начинался как партнерство с наркокартелем Гольфо. Позже Лойя Планкарте с Насарио Морено Гонсалесом, Карлосом Росалесом Мендосой, Хосе де Хесусом Мендесом Варгасом, Энрике Планкарте Солисом, Арнольдо Руэдой Мединой, Сервандо Гомесом Мартинесом организовали независимый наркокартель Ла Фамилиа. Мексиканское правительство предложило вознаграждение в размере, соответствующем 2,3 млн долларов США,  за информацию, благодаря которой он будет схвачен.
Лойя Планкарте был арестован мексиканской армией в Морелии 27 января 2014 года.